# Hron
Hron (węg. Garam, niem. Gran) – rzeka w środkowej Słowacji, w zlewisku Dunaju. Długość 298 km, powierzchnia dorzecza 5464,6 km².
Źródło Hronu znajduje się u południowo-wschodnich podnóży masywu Kráľova hoľa w Niżnych Tatrach, pod przełęczą Besník koło wsi Telgárt, na wysokości około 980 m n.p.m. Stamtąd płynie na zachód tzw. Bruzdą Hronu – ciągiem kotlin oddzielających Niżne Tatry od Krasu Murańskiego, Rudaw Weporskich i Polany, zbierając dopływy – górskie potoki z obu grzbietów. Przepływa przez Brezno, a następnie przez Bańską Bystrzycę. W Bańskiej Bystrzycy skręca na południe, a po 20 km, koło miasta Zvolen – znów na zachód. W ten sposób okrąża od wschodu i południa masyw Gór Kremnickich. Na terenie miasta Zwoleń rzeka przyjmuje swój największy dopływ – lewobrzeżną Slatinę. Następnie w rejonie miasta Žiar nad Hronom zmienia kierunek na południowo-zachodni i płynie wąską kotliną między Górami Szczawnickimi na wschodzie a górami Ptacznik i Hroński Inowiec na zachodzie. Na wysokości wsi Kozárovce Hron wypływa na Nizinę Naddunajską, gdzie zmienia kierunek na południowo-wschodni, a następnie na południowy i od tej pory płynie równolegle do rzeki Ipoli, od której dzieli go pasmo niewysokich Wzgórz Ipelskich. Uchodzi do Dunaju na wysokości 112 m n.p.m., tuż na wschód od miasta Štúrovo.
Hron jest drugą co do długości (po Wagu) rzeką Słowacji płynącą w całości po jej terytorium. Powierzchnia jego dorzecza stanowi 11% powierzchni całej Słowacji. Jest także główną i największą rzeką środkowej Słowacji. Górnym i środkowym odcinkiem jego doliny biegną droga i linia kolejowa łączące Bańską Bystrzycę ze wschodem i zachodem kraju, a środkową część doliny wykorzystuje droga ekspresowa R1 z Bańskiej Bystrzycy do Nitry (E77 na odcinku Bańska Bystrzyca – Zvolen, E571 na odcinku Zvolen-Nitra).
Średnie roczne przepływy rzeki wynoszą:
- Brezno – 8 m³/s;
- Bańska Bystrzyca – 27,9 m³/s;
- Zwoleń – 30 m³/s,
- Nová Baňa – 49,5 m³/s;
- Bíňa (ujście do Dunaju) – 53,7 m³/s.

Hron był rzeką bardzo „pracowitą”. Jeszcze w latach 30. XX wieku Hronem spławiano drewno. Wody Hronu poruszały w przeszłości koła wodne dziesiątek młynów wodnych i tartaków, zostały również zaprzęgnięte do produkcji energii elektrycznej. M.in. w latach 1902–1908 wybudowano szereg niewielkich elektrowni wodnych na górnym Hronie (Podbrezová, Piesok, Lopej, Dubová, Bańska Bystrzyca). Hron jest jednak rzeką o znacznym zróżnicowaniu przepływów. Wielkie powodzie w dorzeczu Hronu miały miejsce w latach: 1575, 1687, 1784, 1813, 1847, 1853, 1899, 1931 i 1974. W czasie katastrofalnej powodzi z 1974 r. poziom rzeki w Bańskiej Bystrzycy sięgał 480 cm, a jej przepływ wynosił 560 m³/s.

## Turystyka wodna
Obecnie rzeka jest atrakcyjnym szlakiem wodnym, dostępnym dla kajaków, canoe i pontonów. Przy wysokim stanie wody jest spławna na długości 272 km, od miejscowości Heľpa. Przy średnich stanach wód spływ rozpoczyna się od Brezna na długości 241 km lub od Podbrezovej na długości 231 km. Przy niskich stanach wody spływ zaczyna się w Bańskiej Bystrzycy i liczy 197 km długości. Najczęściej spływany jest odcinek Zwoleń – Starý Tekov długości 85 km (w ok. 3 dni) oraz następny odcinek Starý Tekov – Štúrovo nad Dunajem długości również ok. 85 km (ok. 3 dni).

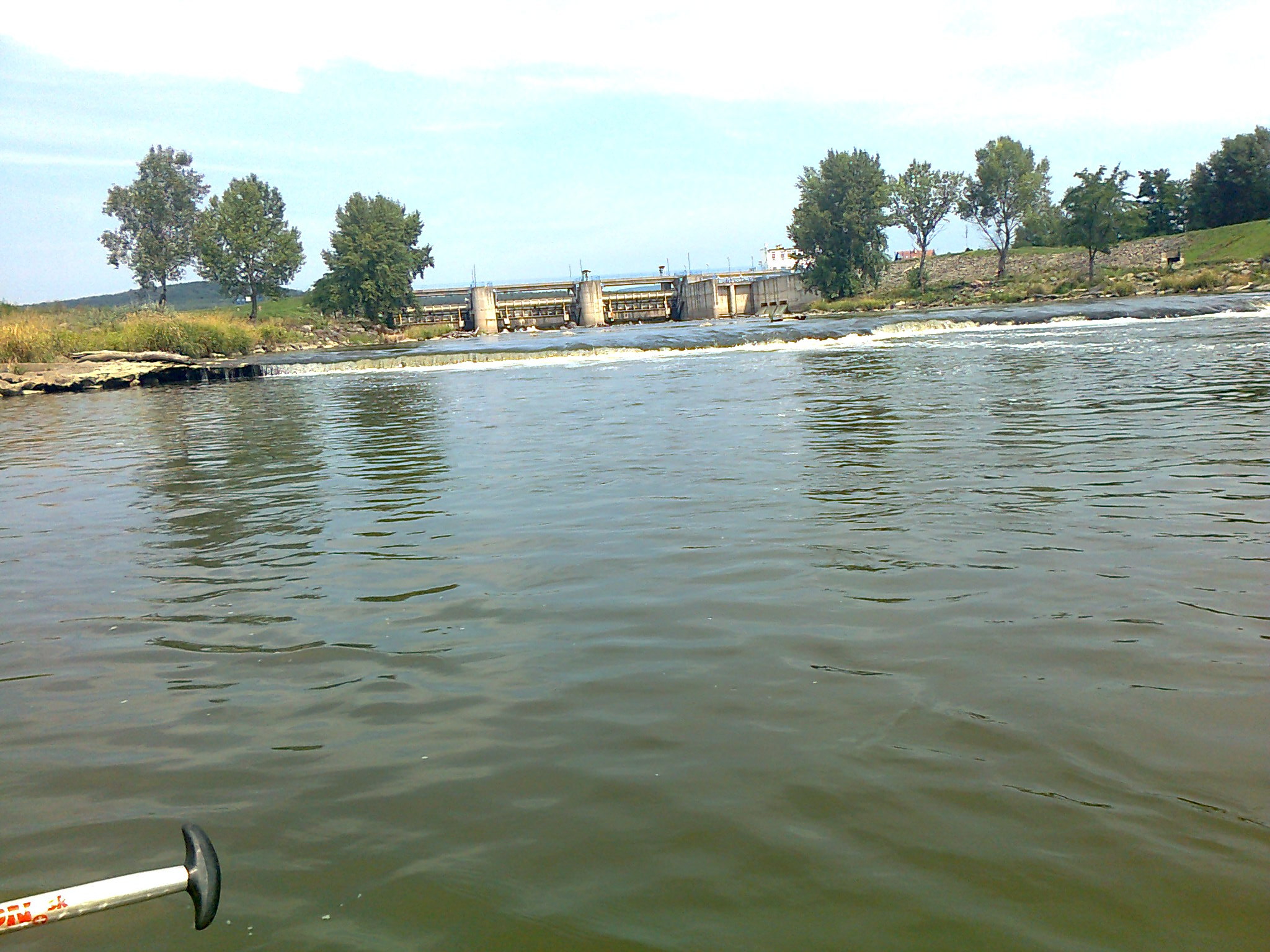
Zapora Kozmálovce
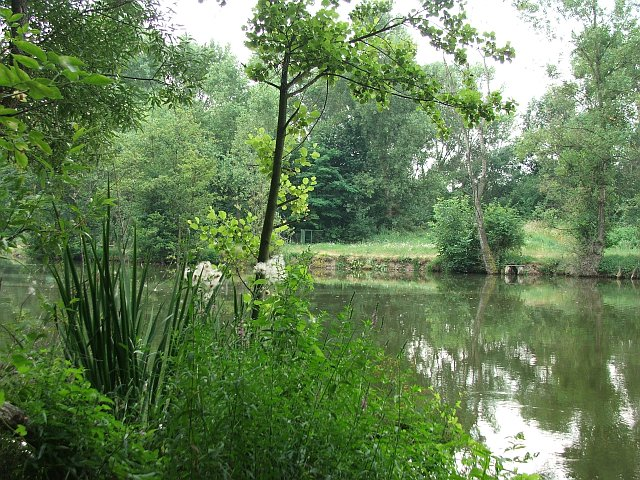
Hron blisko Starego Tekova
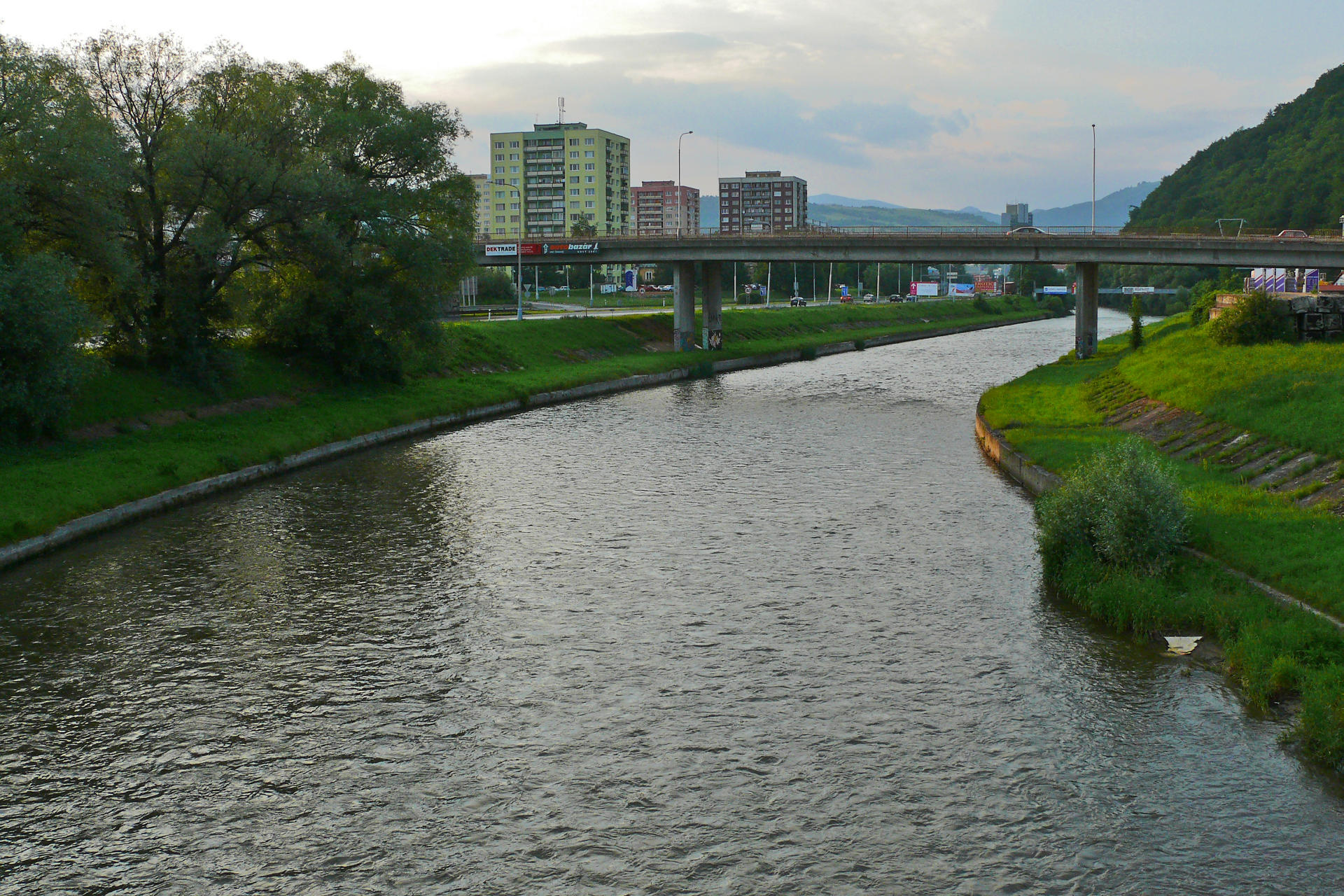
Hron w Bańskiej Bystrzycy